# Syair Rakis
Syair Rakis o "Il cammino delle stelle", letteralmente "La perla perduta", è un poema malese scritto tra il 1847 e il 1848 da Raja Pengiran Indera Mahkota, reale dei sultanati di Sambas e dei Brunei, durante il viaggio di ritorno verso il Brunei. L'opera, in origine una lettera in versi intitolata a suo cugino il sultano Saifuddin II, lamenta la perdita di Labuan "la perla del Brunei" ed è intrisa di significati storico-politici.
Molto spesso il poema è considerato come l'inizio della letteratura moderna malese.

## Stesura
Nel 1846, in seguito all'omicidio di Raja Pengiran Muda Hashim, Ministro Principale dei Brunei, e di tutta la sua famiglia, il Raja di Sarawak James Brooke ordinò all'ammiraglio inglese Cochrane di attaccare e incendiare Città del Brunei, costringendo il sultano Saifuddin II alla fuga. Il trattato di resa, lo stesso anno, prevedeva che il forte di Pulau Cermin fosse distrutto e che Labuan passasse in mano britannica, governata da James Brooke in qualità di viceré inglese.
Pengiran Indera Mahkota Shahbandar Muhammed Salleh, ex governatore di Sarawak, oratore e poeta, assistette alla vicenda solo da spettatore, poiché in quei tempi soggiornava a Mukah e non aveva ancora fatto ritorno al palazzo reale di Città del Brunei. Tuttavia, la notizia della perdita di Labuan, "la perla dei Brunei", lo lasciò fortemente sconfortato. Così decise di scrivere al cugino Saifuddin II, tra il 1847 e il 1848, una lettera in versi che mostrasse il suo rammarico, durante il viaggio di ritorno, e impiegò parecchi mesi per completarla in Brunei. Il sultano Saifuddin e suo figlio, il Reggente Abdul Momin, furono le prime due persone a riceverne una copia e a leggerla. L'opera fu estremamente gradita e fatta pubblicare per ordine di Saifuddin stesso e poi in modo ancora più ampio per volere di Momin, che era molto legato a Mahkota. Divenne estremamente famosa presso la corte e continuò ad essere stampata per tutto il secolo. Si ritiene inoltre che il governo dei due sultani, specialmente quello di Abdul Momin, sia stato fortemente influenzato da quest'opera.
Gli insegnamenti, i consigli e le considerazioni contenuti nel poema erano così importanti che fu data da leggere a tutti i capi politici del Brunei a partire da metà secolo e fu fatta studiare nelle scuole dove si formava futura classe dirigente.

## Struttura
Questa poesia è un Syair, tipico poema malese nato nel XVII secolo con Hamzah Fansuri che si contraddistingue per le strofe quartine e l’argomento filosofico, religioso o (in tale caso) storico. Assomiglia molto ai poemi shi’r di matrice arabo-persiana, da cui probabilmente il Syair deriva. La stessa lingua malese con cui l'opera è scritta denota un importante influsso arabo. 
A differenza dell’altro poema malese tradizionale, il Pantun, qui viene mantenuta un’idea con continuità dall’inizio alla fine e vi è un collegamento ideologico o di immagine da una strofa all’altra. La rima è sempre AAAA,  BBBB, (...)
L'opera è divisa in dodici rakis di lunghezza variabile, ognuno con il suo insegnamento essenziale, e in tre grandi sezioni, ciascuna con un titolo specifico. Ad essi si aggiungono un'introduzione e una conclusione in cui l'autore si rivolge non più al sultano ma ad Allah e al suo pubblico. Misura in totale 728 versi. 

### Prima parte:I pilastri di un Paese
Il grido percorre tutti i mari
in un lamento, dentro l'aria:
la nave è rimasta sola senza timoniere
nella tempesta che incombe
e il pennone è spezzato.
La prima parte enfatizza il ruolo e la necessità di un "buon governo" e di una "giusta educazione". In questo critica apertamente e senza freni non solo il nuovo dominio inglese di Labuan e il nuovo costume, ma anche il governo di Saifuddin II e dei precedenti sultani, incapaci di far fronte alle esigenze del popolo e dello Stato. Mahkota, in particolare, si scaglia con forza contro il "consenso scolastico" forzato verso il sultano e contro la scelta di aver ceduto proprio Labuan, la "perla del Brunei", al nuovo dominatore straniero.
Mahkota arriva a dire che è necessario "un sovrano saggio che riporti lo splendore al Brunei" e che "il popolo deve rendersi conto della disgrazia" affinché si generi consapevolezza di quanto è importante la cultura nazionale di fronte al bieco dominio del colonialismo. Inoltre, augura a questo "sovrano saggio" di riuscire a riconquistare Labuan e a riportare la pace in Malesia, "solcando le onde del mare perché vedrà cosa c'è oltre le onde, anche se il mare è gelido e fa paura".
Mahkota aggiunge poi i propri desideri e le proprie aspirazioni del Brunei come dovrebbe essere, e alcuni consigli: mantenere la concordia tra popolo e nobiltà, fare concordati prima di prendere decisioni, monitorare e limitare l'ingerenza inglese e straniera in Brunei. Inoltre ammonisce Saifuddin II di stare attento agli Inglesi, con cui aveva già stretto molte promesse terminate in cessioni territoriali, anche perché questi si mostravano amichevoli ma in realtà stavano sottraendo preziose risorse e petrolio al Brunei. Infine avvisa il governo del Brunei di non trascurare la sua gente quando prende decisioni.

### Seconda parte:La perla smarrita
La seconda parte descrive lo stupore e il disonore del popolo del Brunei alla perdita dell'isola. Si dice che:
"I mercanti smettono di vendere le merci,
il cuore è spezzato e sale in gola.
Anche il re rimpiange la sua perla,
Labuan, la perla del Brunei ora perduta."
Addirittura, Mahkota paragona la perdita a un divorzio nella famiglia reale e definisce il XIX secolo come "secolo nefasto decretato da Allah", poiché gli Inglesi si sono accaparrati molti possedimenti dei Brunei. Ma offre, nel contempo, una lucida e impareggiabile descrizione politico-economica del Brunei del suo tempo, citando varie attività commerciali e le loro conseguenze sul Paese (ad esempio i commerci in Mukah o la produzione di seta e tessuti). In particolare, dice nuovamente a Saifuddin II di prestare attenzione perché, se gli Inglesi hanno già preso Labuan, ora allungheranno le mire su altri territori vicini. La perdita di Labuan non è dunque solo territoriale, ma anche economica (le perle e le risorse) e strategica, poiché ora gli Inglesi la useranno come base per conquistare nuove terre e sottrarle al Brunei.
Si perderanno inoltre i contatti, e dunque la cultura, delle navi che passavano per Labuan a scaricare e caricare. Mahkota consiglia dunque Saifuddin di cercare ad ogni costo una cooperazione per riprendere il possesso dell'isola, meglio ancora se si evita la forza.
Inoltre sostiene che si debbano controllare gli Inglesi, i Cinesi e in generale gli "stranieri", limitandone i poteri commerciali (cosa che effettivamente succederà a Sarawak, con le leggi di Charles Brooke). Costoro, infatti, si comportano "da amici, ma in realtà tramano alle spalle del Brunei".

### Terza parte:Il cammino delle stelle
L'ultima sezione, la più lunga in assoluto, ha come protagonista un personaggio reale: il primo figlio di Indera Mahkota e futuro governatore della Malesia Sud, Pengiran Basir bin Shahbandar Muhammad Salleh. Viene descritta una sua giornata di scuola (corrispondente alle attuali elementari), al termine della quale egli va a letto e guarda dalla finestra il cielo stellato, scorgendo nella Via Lattea una sorta di "cammino": è il futuro radioso del Brunei che solo l'educazione potrà dare. Mahkota si rifà quindi ad un'antica leggenda, quella della principessa e del pastore che vivevano ai due estremi della Via Lattea senza mai potersi incontrare, ma che un solo giorno all'anno riuscivano ad abbracciarsi grazie all'intervento di mille gazze ladre che formavano un ponte con le loro ali e le loro lacrime. Questo è il segno di come un'integrazione possa comunque realizzarsi tra Brunei e Inghilterra, ma solo con fatica e cooperazione. La leggenda è tipica del folklore malese, ma se ne ritrovano di simili anche in Giappone e Cina. La sezione si conclude con il figlio che crede di toccare le stelle e di volare, in uno stato di euforia infantile e innocente, ma allo stesso tempo consapevole.
Mahkota esalta qui la necessità dell'istruzione e della scuola per portare avanti uno Stato e mantenerlo saldo. Essa è necessaria per sottrarre la nazione al suo "inevitabile destino di colonia". Inoltre si ricorda la necessità di basare i fondamenti del Paese sulla religione, in questo caso quella islamica, preservando i costumi e la fede del Brunei dagli influssi stranieri e l'integrità del popolo, affinché la nazione continui a brillare come le stelle della Via Lattea.
"Piangono i cuori del giovane e del vecchio
come le stelle della Via Lattea,
così finisce il mio Syair.
(...)
Ma l'uccello schiavo può uscire dalla gabbia.
Qual è la tua schiavitù?
Se la tua famiglia ha perso la speranza,
prega il Signore, o mio Dio!
Speriamo che le nostre voci lo raggiungano."

## Critica
Secondo molti critici, il poema riforma la letteratura costituendo il passaggio dall'epoca arcaica a quella moderna. Lo stile di scrittura e le idee contenute in questi versi mostrano il rinnovamento di Mahkota: il suo unico capolavoro non racconta più di una principessa e di un re senza difetti, ma offre una visione realistica e umanistica, senza risparmiare apostrofi e critiche. La storia parla infatti di problemi sociopolitici e socio-economici per farli conoscere alle generazioni attuali e future, così che possano operare per il bene del Paese che è fatto sia di popolani sia di nobili.
Se da un lato è una satira (pure amara, poiché lamenta una perdita), dall'altro offre speranza (rinascita e integrazione) ed è una sorta di fotografia, lo specchio della nazione all'epoca. La letteratura tratta di una moltitudine di esseri umani con le loro vite, soffermandosi proprio sui tristi eventi della comunità malese. 
Mahkota è poi molto abile a capire l'importanza del viaggio, dell'economia, della cultura (anche popolana) e della religione per la solidità di uno Stato, che deve basarsi prima di tutto su educazione e cooperazione.
Si può vedere nel poema anche un'esperienza personale di Mahkota: egli stesso aveva visto Sambas, il sultanato di suo nonno Umar Aqamuddin (che pure lo aveva espanso al massimo) venire inglobato dagli Olandesi e trasformarsi in colonia nel 1802. Stesso destino avrebbe patito il Brunei (di cui il suo antenato Abdul Mubin era sultano) verso la fine del secolo, stavolta per mano della Gran Bretagna.
"Ora il sultano di Sambas è schiavo,
i Wazir e i ministri non contano nulla.
Stesso destino potrebbe patire
il Brunei Darussalam, negli anni nefasti."
Nei fatti, Mahkota aveva aumentato notevolmente il commercio e gli scambi (anche culturali) in Sarawak, comprendendone la radicale importanza. Inoltre sapeva vedere il pericolo dell'espansione europea sulla Malesia. Dunque si può dire che avesse ben messo in pratica gli insegnamenti suggeriti al sultano.
Non mancano poi i riferimenti religiosi, con frequenti invocazioni ad Allah; risalta in particolare l'idea che ogni uomo debba rassegnarsi al destino deciso e imposto da Dio, ma senza smettere di combattere per i propri ideali:
"Servo o sovrano, cioè che si è
lo decide Colui che ha mille nomi
e al cui comando ci si rassegna.
Ma non per questo si abbandona la lotta."
Emerge dunque su tutto un messaggio di speranza, rappresentato dal figlio che spicca il volo verso le stelle, ma che non disdegna il realismo.
Lo stesso Saifuddin è infatti criticato a volte in modo aspro e con invettive per la sua politica troppo vicina al sistema occidentale, che anzi rischia di occidentalizzare troppo il Brunei privandolo della sua cultura. Va comunque detto che nella seconda sezione, all'inizio del quarto rakis, Mahkota riconosce che Saifuddin sia un buon sovrano e che i Wazir governino bene secondo i costumi dell'epoca; dunque lo scopo dell'invettiva è più un invito all'attenzione e alla lungimiranza che una critica sterile e fine a sé. Anche Muhammad Kanzul Alam, il sultano che permise a Mahkota di iniziare la sua carriera, subisce importanti critiche per i rapporti troppo permissivi con gli occidentali, in particolare Britannici e Olandesi.
Interessante soprattutto dal punto di vista storico che, nel decimo rakis, il Raja consigli al sultano - chiamandolo per la prima volta "il mio signore" - di aumentare e migliorare i rapporti con Singapore, ora territorio del sultanato di Johor. Esso era sempre stato un ottimo partner commerciale del Brunei, come aveva prontamente intuito il sultano Mohammad Kanzul Alam commerciando con il primo residente dell'isola, William Farquhar, negli anni Venti del secolo. Per far capire l'importanza di un ottimo alleato Mahkota fa, per l'ennesima volta, un esempio pratico, ovvero l'eccellente legame politico e dinastico che il Brunei ha sempre avuto con Sambas e quello che ancora sussiste tra i sultanati di Aceh e Johor, prima acerrimi nemici ma ora uniti da un comune fine, tra Malesia e Indonesia. In quest'ultimo caso la collaborazione reciproca ha permesso al signore di Johor di salvarsi dall'espansionismo olandese, cosa che non poté fare Sambas nel 1802.
Proprio riferendosi a quest'ultimo il Raja rivela una parentela lontana e inedita: quella con il "Raja Yamtuan Muda", ovvero il sultano di Johor, Muar e Singapore, che con l'aiuto di Aceh riuscì a svincolarsi dal suo destino di colonia. Considerando l'epoca in cui Mahkota scrive, è probabile che il sultano in questione sia Ali Iskandar Muazzah Shah.
"Raja Riau Yamtuan Muda,
il fratello di mio cugino,
era sultano di Johor e Singapore
e anche re dello stato di Pahang.
L'Olanda gli strappò quel regno
e lo ridusse a colonia,
ma grazie all'aiuto di Aceh
riuscì a riconquistarlo e a custodirlo."
Allo stesso tempo Mahkota invita alla prudenza e all'umiltà, di fronte alla potenza dei cannoni europei. Infatti, anche se "Sambas non è un piccolo stato" (al contrario vantava un esercito molto più potente di quello del Brunei e aveva assoggettato tutti gli imperi limitrofi), è comunque caduto sotto le bombe olandesi. Di conseguenza occorre prepararsi per tempo: insomma, prevenire è meglio che curare. Senza contare che, sotto il dominio olandese, Sambas è finito per diventare davvero "un piccolo stato", dunque anche la grandezza può avere una decadenza e una fine. In questo si vede il dramma di Mahkota per la perdita della sua patria e ascendenza, che viene descritta con profonda tristezza.
Nel complesso Mahkota dà prova di lucidità e lungimiranza, fornendo previsioni che si riveleranno corrette e soluzioni ai problemi del suo tempo.

## Conseguenze
L'operato politico di Abdul Mubin e in parte quello del padre furono fortemente influenzati da questo poema, in particolare riguardo al consiglio di mantenere e salvaguardare la cultura del Brunei. L'istruzione fu così tenuta al riparo dalle influenze inglesi e da quella che Mahkota definiva "la smania di imitare i costumi occidentali". 
Mahkota aveva però una vista ampia e le sue previsioni si avverarono. Il Brunei fu infatti man mano eroso e ridotto sia dal dominio inglese sia da quello dei Raja Brooke di Sarawak, diventando dalla potenza e dal grande impero che era ad uno Stato minore, addirittura vassallo dal 1888 (anno del protettorato con Jalilul Aqamaddin). Paradossalmente, ad aiutare e favorire il decadimento del sultanato furono i trattati commerciali stretti da Saifuddin II con la Gran Bretagna nel 1847, che vincolarono ancor di più l'economia malese all'Impero. 
Si può anche dire, per certi versi, che questo poema (pubblicato e ristampato da Momin Abdul) costò la vita a Mahkota. Infatti scatenò le ire di James Brooke che, già intenzionato a sbarazzarsi di lui poiché lo vedeva come un uomo forte e un avversario nel Brunei, sollecitò la famiglia di Muda Hashim a inviarlo in Limbang con un esercito per sedare una presunta rivolta. Mahkota fu però tradito e la sua barca rovesciata o affondata, e morì annegato nel 1858.
La sua tomba a Kianggeh è tuttora oggetto di pellegrinaggio da parte di amanti della letteratura.

## Controversie
Mahkota mostra nello scrivere il poema una personalità sagace e profonda, cosa che gli è sempre stata riconosciuta e che seppe usare efficacemente in politica. Tuttavia, malgrado parli di buoni valori, cooperazione e integrazione, le cronache parlano di lui come di un "uomo duro", "cinico" e di un "tiranno", che da governatore di Sarawak obbligava i nativi ad estrarre l'oro e l'antimonio dalle miniere in condizione di totale schiavitù. Miniere peraltro appartenenti alla sua famiglia, dunque si trattava di uno sfruttamento a tutti gli effetti, senza contare le gravosissime tasse volte solo ad arricchire lui e i suoi seguaci. 
L’esito di questa politica fu una rivolta dei Daiacchi e dei Malesi di Datu Patinggi Ali che destabilizzò il sultanato del Brunei, rovesciando temporaneamente il sultano dal trono e provocando la perdita di Sarawak, che passò al nuovo Raja Brooke. Un risultato disastroso a livello sia umano che politico. Addirittura Spencer St. John, segretario e aiutante di Brooke, sostiene (ma non si può confermare) che Mahkota gli avesse confessato:
"I was brought up to plumber the Dyaks, and it makes me laugh that I fleeced a trib down up to its very cooking-pot."
Se ciò fosse vero, significherebbe che Mahkota aveva consapevolmente sfruttato e depredato le popolazioni locali per la propria ricchezza, in opposizione alla sua idea di una politica di concordia e rispetto. In effetti molti dei locali preferirono fuggire da Sarawak, spopolando la regione del Bidayuh.
D’altra parte si trattò probabilmente di una mossa politica, oltre che di arricchimento personale: Mahkota, infatti, sfruttò la situazione per sollecitare il sultano Saifuddin II a chiedere l’aiuto di Sambas, che aveva un esercito di gran lunga migliore, per sedare la minaccia. Così facendo Sarawak sarebbe passato a Sambas garantendo per lui un maggior prestigio, vista la sua duplice parentela; tuttavia il progetto non andò in porto, anche perché Sambas era ormai completamente in possesso olandese. Questo mostra come Mahkota fosse furbo e abile anche in politica, e di certo non tutto d’un pezzo come sembrerebbe trasparire dal poema in questione. 
Secondo alcune versioni fu il malgoverno di Mahkota a condurlo alla morte. Si sostiene infatti che, mentre era in viaggio dal Limbang al Brunei (Dorussalam) dopo aver sedato una presunta rivolta, i locali Bidayas furono saccheggiati e privati delle loro donne (ridotte a concubine) da Mahkota. Per questo assalirono la sua barca e lo assassinarono. Questa versione non può però essere confermata. 
Mahkota infine è notoriamente descritto come il nemico di Brooke in Sarawak, e il suo ritratto è spesso reso vile. Questo aspetto, tuttavia, fa parte della propaganda di Brooke e si rifà spesso ad eventi inventati o non accertati (quale l'avvelenamento dell'interprete di Brooke nel settembre 1841 o il fatto che il Raja fosse segretamente "in lega con il sultano di Sambas"). 